# 萊克米爾斯 (愛荷華州)
萊克米爾斯是一個位於美國愛荷華州溫納貝戈縣的城市。

## 地理
萊克米爾斯的座標為43°25′06″N 93°31′55″W / 43.41833°N 93.53194°W，而該地的平均海拔高度為393米（即1289英尺）。

## 人口
根據2010年美國人口普查的數據，萊克米爾斯的面積為7.07平方千米，當中陸地面積為6.99平方千米，而水域面積為0.08平方千米。當地共有人口2100人，而人口密度為每平方千米297人。